# Penns Grove
Penns Grove és una població dels Estats Units a l'estat de Nova Jersey. Segons el cens del 2007 tenia 4.704 habitants.

## Demografia
Segons el cens del 2000, Penns Grove tenia 4.886 habitants, 1.827 habitatges, i 1.231 famílies. La densitat de població era de 2.028,5 habitants/km².
Dels 1.827 habitatges en un 38,4% hi vivien nens de menys de 18 anys, en un 34,6% hi vivien parelles casades, en un 27,5% dones solteres, i en un 32,6% no eren unitats familiars. En el 28,1% dels habitatges hi vivien persones soles el 13% de les quals corresponia a persones de 65 anys o més que vivien soles. El nombre mitjà de persones vivint en cada habitatge era de 2,67 i el nombre mitjà de persones que vivien en cada família era de 3,26.
Per edats la població es repartia de la següent manera: un 33% tenia menys de 18 anys, un 8,9% entre 18 i 24, un 27,9% entre 25 i 44, un 18,5% de 45 a 60 i un 11,8% 65 anys o més.
L'edat mediana era de 31 anys. Per cada 100 dones de 18 o més anys hi havia 79,6 homes.
La renda mediana per habitatge era de 26.227 $ i la renda mediana per família de 34.076 $. Els homes tenien una renda mediana de 30.871 $ mentre que les dones 20.983 $. La renda per capita de la població era de 13.330 $. Aproximadament el 18,1% de les famílies i el 21% de la població estaven per davall del llindar de pobresa.

## Poblacions més properes
El següent diagrama mostra les poblacions més properes.